# Svedala VBK
Svedala VBK est un club suédois de volley-ball fondé en 1985 et basé à Svedala, évoluant pour la saison 2019-2020 en Elitserien. Le club organise ses matchs à domicile dans la salle: Svedala Sporthall.

## Palmarès
- Championnat de Suède
  - Finaliste : 2014[3]

## Effectifs

### Saison 2019-2020
| No                                       | Nom                                      | Date de naissance                        | Taille                         | Poids                          | Poste                          |
| ---------------------------------------- | ---------------------------------------- | ---------------------------------------- | ------------------------------ | ------------------------------ | ------------------------------ |
| 1                                        | Sofia Broms                              | 24 janvier 2002                          | 172                            |                                | Réceptionneuse-attaquante      |
| 2                                        | Andrea Nilsson                           | 26 mars 2000                             | 169                            |                                | Réceptionneuse-attaquante      |
| 3                                        | Rakel Nilsson                            | 11 janvier 2000                          | 175                            |                                | Réceptionneuse-attaquante      |
| 5                                        | Emma Håkansson                           | 10 juillet 2001                          | 178                            |                                | Centrale                       |
| 7                                        | Sofie Mårtensson                         | 16 juillet 1998                          | 167                            |                                | Centrale                       |
| 8                                        | Latoya Hutchinson                        | 6 avril 1995                             | 182                            |                                | Centrale                       |
| 9                                        | Lovisa Johansson                         | 3 juin 2000                              | 163                            |                                | Réceptionneuse-attaquante      |
| 10                                       | Felicia Lööw                             | 25 juillet 2000                          | 175                            |                                | Réceptionneuse-attaquante      |
| 11                                       | Kendall Bosse-Foster                     | 6 mars 1997                              | 183                            |                                | Passeuse                       |
| 13                                       | Hedda Franck                             | 13 septembre 2000                        | 177                            |                                | Passeuse                       |
| 14                                       | Louise Olsson                            | 19 juin 2002                             | 170                            |                                | Réceptionneuse-attaquante      |
| 16                                       | Tereza Kerpčárová                        | 30 avril 1994                            | 181                            |                                | Centrale                       |
| 17                                       | Bo Wallgård                              | 25 septembre 2002                        | 175                            |                                | Réceptionneuse-attaquante      |
| 18                                       | Ida Johansson                            | 28 novembre 2000                         | 178                            |                                | Centrale                       |
| 19                                       | Mikaela Carlstedt                        | 28 mai 1994                              | 168                            |                                | Libero                         |
| 20                                       | Cornelia Bjork                           | 17 décembre 1998                         | 157                            |                                | Libero                         |
|                                          |                                          |                                          |                                |                                |                                |
| Encadrement technique                    | Encadrement technique                    |                                          | Légende                        | Légende                        | Légende                        |
| Entraîneur : Thomas Andersson            | Entraîneur : Thomas Andersson            | Entraîneur : Thomas Andersson            | : Capitaine                    | : Capitaine                    | : Capitaine                    |
| Entraîneur(s) adjoint(s) : Lennie Sverin | Entraîneur(s) adjoint(s) : Lennie Sverin | Entraîneur(s) adjoint(s) : Lennie Sverin | : Joueuse blessée actuellement | : Joueuse blessée actuellement | : Joueuse blessée actuellement |
| Manager général : Anneli Olsson          |                                          |                                          |                                |                                |                                |